# Gefecht bei Échaubrognes
Das Gefecht bei Échaubrognes fand am 18. Mai 1815 zwischen dem 26e régiment d’infanterie der Napoleonischen Armee unter dem Kommando von Colonel Marie Stanislas Prévost und einer Truppe königstreuer Aufständischer unter dem Kommando von Auguste du Vergier de La Rochejaquelein (Bruder von Henri de La Rochejaquelein) und Simon Canuel zwischen den Ortschaften Saint-Pierre-des-Échaubrognes und Mauléon statt.

## Das Gefecht
Am 17. Mai 1815 bewegte sich eine Truppe aus 2.000 königstreuen Aufständischen unter dem Kommando von
Auguste du Vergier de La Rochejaquelein und Simon Canuel nach Bressuire, als sie erfuhren, dass das 1.200 Mann starke 26e RI sich ganz in ihrer Nähe auf dem Weg nach Cholet befand.
Die royalistischen Offiziere fassten den Beschluss anzugreifen und legten am nächsten Tag bei Saint-Pierre-des-Échaubrognes einen Hinterhalt. Den Royalisten mangelte es jedoch an wirksamen Waffen und an Munition, woraufhin das kaiserliche Regiment nach Châtillon-sur-Sèvre auswich und die dort befindliche kleine Schar Aufständischer in die Flucht schlug. Der Regimentskommandant, Colonel Marie Stanislas Prévost, hatte seine Truppe gesammelt und bald erkannt, dass die verfolgenden Royalisten keine Munition mehr hatten und dass eine große Zahl nicht einmal mit Gewehren ausgestattet war. Er befahl daher einen Gegenangriff, dessen Ausgang es ihm ermöglichte, sich mit seinem Regiment geordnet nach Cholet abzusetzen.

## Verluste
Die Verluste der Kaiserlichen betrugen laut den Angaben von Canuel 30 Gefallene und ebenso viele Verwundete. Dem widersprach der Baron Saulnier, Generalinspekteur der kaiserlichen Kavallerie, indem er nur 10 Gefallene und nur einige wenige Verwundete und Gefangene angab.
In seinen „Mémoires“ schreibt André Mercier du Rocher (1756–1816) davon, dass 54 Soldaten des 26e RI gefangen genommen worden seien. Davon seien 28 freigelassen und 26 hingerichtet worden. Diese Angaben werden jedoch von keiner anderen Quelle bestätigt. Der Historiker Aurélien Lignereux, kein Gesinnungsfreund von Rocher, berichtet, dass alle Gefangenen von Rochejaquelein freigelassen wurden.
Nach Berthre de Bourniseaux hatten die Royalisten 10 Gefallene und 15 Verwundete, die Kaiserlichen 40 Gefallene und Verwundete sowie 20 Gefangene.
Nach dem Ende des Krieges wurden Entschädigungszahlungen an die Familien der gefallenen Royalisten geleistet. In den Untersuchungen über die tatsächlichen Verluste wurde eine Zahl von 14 gefallenen Royalisten im Gefecht bei Échaubrognes festgestellt.
Koordinaten: 46° 59′ 25″ N, 0° 44′ 35″ W